# John Wilmar Pérez
John Wilmar Pérez Muñoz (Medellín, 21 de fevereiro de 1970) é um ex-futebolista profissional colombiano, meio campista retirado.

## Carreira
John Wilmar Pérez representou a Seleção Colombiana de Futebol nas Olimpíadas de 1992.